# Louis-Nicolas Lemercier
Louis-Nicolas Lemercier (Saintes, 23 dicembre 1755 – Parigi, 11 gennaio 1849) è stato un politico e magistrato francese.

## Biografia
Louis-Nicolas Lemercier era figlio di Jean Élie Lemercier, consigliere del re, presidente del tribunale criminale di Saintes, e di sua moglie Anne Lecercler. Attraverso sua madre, era inoltre fratellastro del vescovo Jean-Louis-Simon Rollet. Sposò Anne Ursule Bréjon de La Martinière in prime nozze, risposandosi poi con Marie Anne Pannetier; fu padre di Augustin Lemercier e di Jean-Baptiste Lemercier.
Nel 1778, succedette a suo padre nelle cariche di consigliere del re e presidente del tribunale criminale di Saintes. Sostenitore delle idee rivoluzionarie, il 21 marzo 1789 venne eletto deputato del terzo stato negli stati generali di Parigi, battendosi per la proclamazione della costituzione e in difesa della costituzione civile del clero. Dopo la caduta del sovrano, venne eletto l'11 settembre 1792 alla carica di giudice presso il tribunale distrettuale di Montlieu, divenendo poi presidente del tribunale penale della Charente-Inférieure prima del Terrore.
Il 21 germinale dell'anno VI (10 aprile 1798), venne eletto con 282 voti su 305 elettori alla carica di deputato per la Charente-Inférieure nel Consiglio degli Anziani, del quale divenne segretario nell'anno VII. Divenne presidente del medesimo consesso dal 23 ottobre al 10 novembre 1799, giocando un ruolo decisivo, secondo Georges Lefebvre, nel colpo di stato del 18 brumaio operato da Napoleone. Il giorno successivo venne nominato senatore.
Presidente del Senato Conservatore nell'Anno X, cavaliere e poi commendatore della Legion d'onore, ottenne dal senato anche una casa e un rendita annua di 25.000 franchi. Lemercier si trasferì a Saint-Florent, vicino a Saumur, dal 17 maggio 1805. Membro della Commissione Amministrativa del Senato nel 1806, divenne conte dell'impero francese con lettere patenti del 26 aprile 1806 (con maggiorato dal 28 maggio 1809) e grand'ufficiale della Legion d'Onore dal 30 giugno 1811.
Nell'aprile del 1814 si dichiarò favorevole alla decadenza di Napoleone e si avvicinò ai Borboni, che gli accordarono un seggio alla Camera dei Pari il 4 giugno 1814. Tenutosi in disparte durante i Cento Giorni, riguadagnò il suo seggio durante la seconda Restaurazione, votando contro il maresciallo Ney al suo processo. Pari di Francia sotto la Restaurazione, fu confermato nel suo titolo di conte ereditario da lettere patenti del 20 dicembre 1817.
Nel 1830 prestò giuramento a Luigi Filippo e si espresse contro il processo ai ministri di Carlo X. Sempre più assente dalle sedute al Palazzo del Lussemburgo a causa della sua età avanzata, fu nominato cavaliere di gran croce della Legion d'onore il 30 maggio 1837. La rivoluzione del 1848 lo privò del suo seggio. Morì l'anno successivo, all'età di 93 anni.

## Araldica
|  |

|  |